# Phare de Narraguagus
Le phare de Narraguagus (en anglais : Narraguagus Light) est un phare inactif situé sur Pond Island (ceb), dans le comté de Washington (État du Maine).
Il est inscrit au Registre national des lieux historiques depuis le 20 novembre 1987.

## Histoire
Pond Island est une petite île située dans la baie de Narraguagus proche du port de Milbridge. Le phare, mis en service en 1873, est situé dans une clairière à l'est de l'île.
La maison du gardien actuel date de 1875. La lumière a été désactivée en 1934 et remplacée par une bouée au large des côtes. L'île entière a été vendue à des particuliers.

## Description
Le phare est une tour cylindrique en granit, avec une galerie et une lanterne de 9,5 m. La tour est peinte en blanc et la lanterne est noire.
Identifiant : ARLHS : USA-526 ; USCG : 1-1635 .

### Lien connexe
- Liste des phares du Maine